# Bắc Cực
Bài này nói về điểm nằm ở tận cùng phía Bắc của Trái Đất. Xem các nghĩa khác tại Bắc Cực (định hướng)

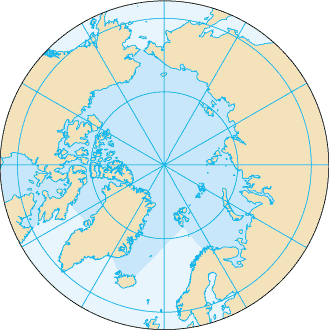
Điểm Cực Bắc

Bắc Cực hay cực Bắc của Trái Đất (Cực Bắc địa lý) là điểm có vĩ độ bằng +90 độ trên Trái Đất (hay là điểm xuất phát tất cả kinh tuyến). Tại Bắc Cực mọi hướng đều là hướng Nam. Bao phủ nó là Bắc Băng Dương. Điểm Cực Bắc nói trên là Cực Bắc địa lý, đây chỉ là điểm tưởng tượng và nó khác với cực từ Bắc của Trái Đất. Cực từ Bắc là một điểm có thật tại Bathurst Island, Canada và cách 1600 km so với Cực Bắc địa lý, có tọa độ là 82°42′B 114°24′T / 82,7°B 114,4°T.

## Định nghĩa

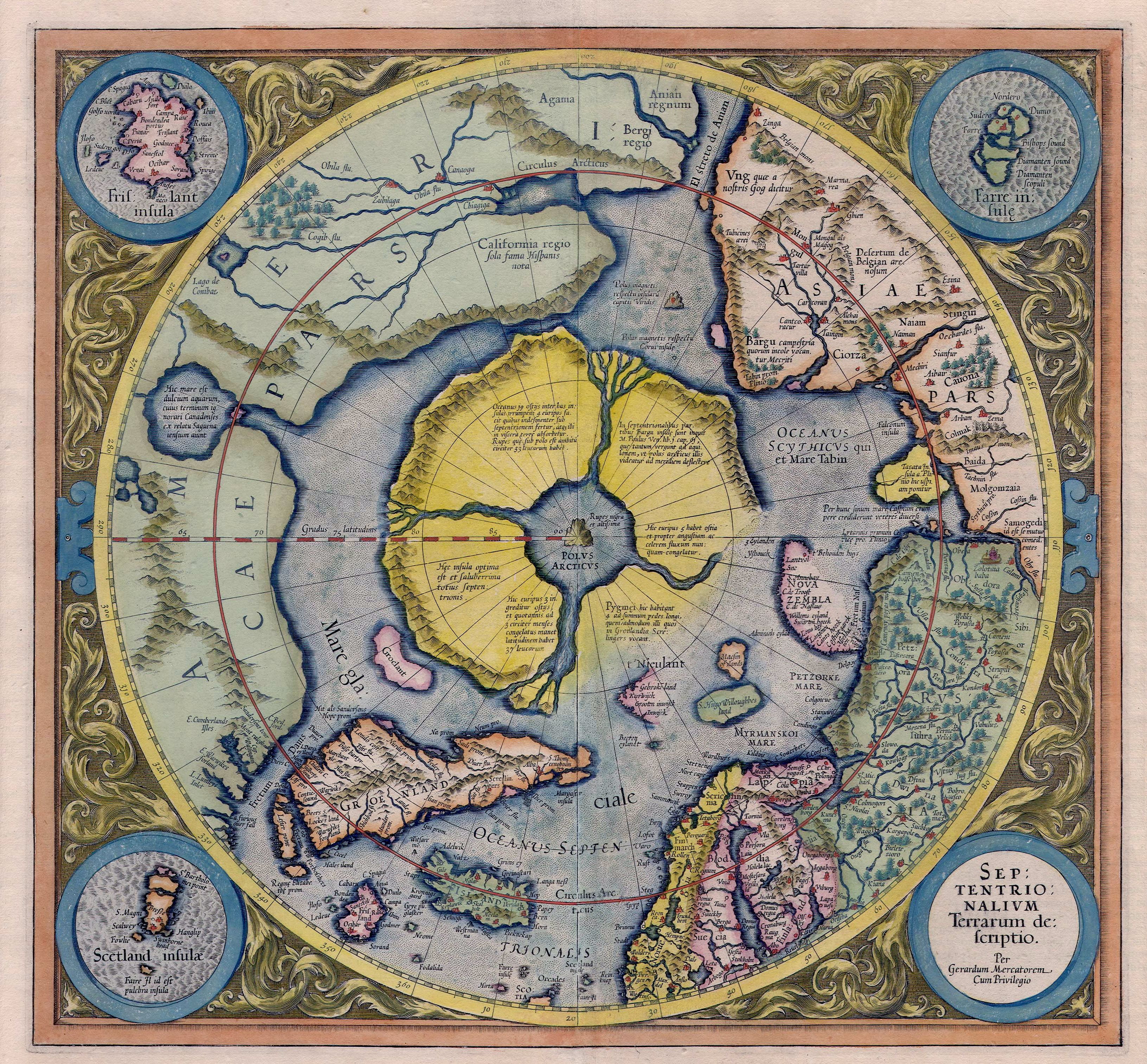
Bản đồ Mercator của Bắc Cực

Cực Bắc địa lý là điểm giao nhau giữa trục tự quay của Trái Đất và bề mặt Trái Đất ở Bắc Bán Cầu, được chọn làm mốc vĩ độ. Tại đây, theo phương dây rọi hướng thẳng lên trên thì sẽ gặp điểm cố định của thiên cầu.
Điểm cực bắc địa lý này có thể thay đổi, phụ thuộc sự di chuyển trục quay của Trái Đất. Bản thân Trái Đất không phải là một chất điểm, cũng không phải là một khối chất rắn lý tưởng; các chuyển động của nước biển trên bề mặt, chuyển động tương đối của các lớp nhân bên trong lòng quả đất so với bề mặt (tạo thành hiệu ứng kiến tạo mảng) cộng với tác động hấp dẫn của Mặt Trăng và các thiên thể khác làm cho chuyển động tự quay quanh trục của Trái Đất không phải là chuyển động quay tròn đều mà có biến đổi theo thời gian. Kết quả là các điểm cực địa lý của Trái Đất cũng thay đổi theo, dù là rất nhỏ.

## Các cuộc thám hiểm
Xem thêm: Thám hiểm Bắc Cực, Xa nhất về phía Bắc, Danh sách các cuộc thám hiểm Bắc Cực và Danh sách những cái nhất

### Trước năm 1900
Ngay từ thế kỷ XVI, nhiều người nổi tiếng tin rằng (chính xác) Bắc Cực ở trên biển, vào thế kỷ XIX nó được gọi là Polynia hay Biển Cực Mở. Vì thế mọi người hy vọng rằng con đường tới đó có thể được tìm thấy qua các tảng băng ở thời điểm thích hợp trong năm. Nhiều cuộc thám hiểm đã được tiến hành để tìm kiếm con đường, nói chung với các tàu săn cá voi, vốn thường được sử dụng trên các kinh độ bắc lạnh giá.
Một trong những chuyến thám hiểm sớm nhất với mục tiêu cụ thể đi tới Bắc Cực là của sĩ quan hải quân Anh William Edward Parry, người vào năm 1827 đã tới vĩ độ 82°45′ Bắc. Năm 1871 đoàn thám hiểm Polaris, một nỗ lực của người Mỹ, do Charles Francis Hall chỉ huy, đã chấm dứt trong thảm hoạ. Một cuộc thám hiểm năm 1879–1881 do sĩ quan hải quân Mỹ George Washington DeLong chỉ huy cũng chấm dứt một cách bất hạnh khi con tàu của họ, chiếc USS Jeanette, bị băng nghiền nát. Hơn nửa thủy thủ đoàn, gồm cả DeLong, thiệt mạng.

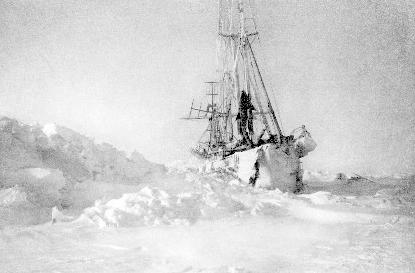
Chiếc tàu của Nansen Fram trong băng Bắc Cực

Tháng 4 năm 1895 các nhà thám hiểm người Na Uy Fridtjof Nansen và Fredrik Hjalmar Johansen đề ra kế hoạch tới Bắc Cực bằng ván trượt tuyết sau khi rời con tàu đang bị kẹt trong băng của Nansen. Hai người tới vĩ độ 86°14′ Bắc trước khi buộc phải quay về.
Năm 1897 kỹ sư người Thuỵ Điển Salomon August Andrée và hai người bạn tìm cách tới Bắc Cực trên khí cầu hydro Örnen ("Eagle"), nhưng đã bị mắc kẹt 300 km phía bắc Kvitøya, điểm xa nhất về phía đông bắc của Quanf đảo Svalbard, và chết đói trên hòn đảo xa xôi này. Năm 1930 những dấu tích của đoàn thám hiểm được chuyến Thám hiểm Bratvaag của Na Uy phát hiện.
Nhà thám hiểm người Italia Luigi Amedeo, Công tước Abruzzi và Đại uý Umberto Cagni thuộc Hải quân Hoàng gia Italia (Regia Marina) đã ra khơi trên chiếc tàu chuyển đổi từ tàu săn cá voi Stella Polare từ Na Uy năm 1899. Ngày 11 tháng 3 năm 1900 Cagni dẫn một đội đi trên băng tới vĩ độ 86° 34’, ngày 25 tháng 4, lập một kỷ lục mới khi vượt quá kỷ lục cũ của Nansen năm 1895 từ 35 tới 40 kilômét. Cagni chỉ đơn giản tìm cách quay lại trại, ở đó cho tới ngày 23 tháng 6. Ngày 16 tháng 8 chiếc Stella Polare rời Đảo Rudolf đi về phía nam và đoàn thám hiểm quay về Na Uy.

### 1900 - 1940
Nhà thám hiểm người Mỹ Frederick Albert Cook tuyên bố đã tới Bắc Cực ngày 21 tháng 4 năm 1908 với hai người Inuit, Ahwelah và Etukishook, nhưng ông không thể đưa ra bằng chứng thuyết phục và tuyên bố này không được chấp nhận rộng rãi.

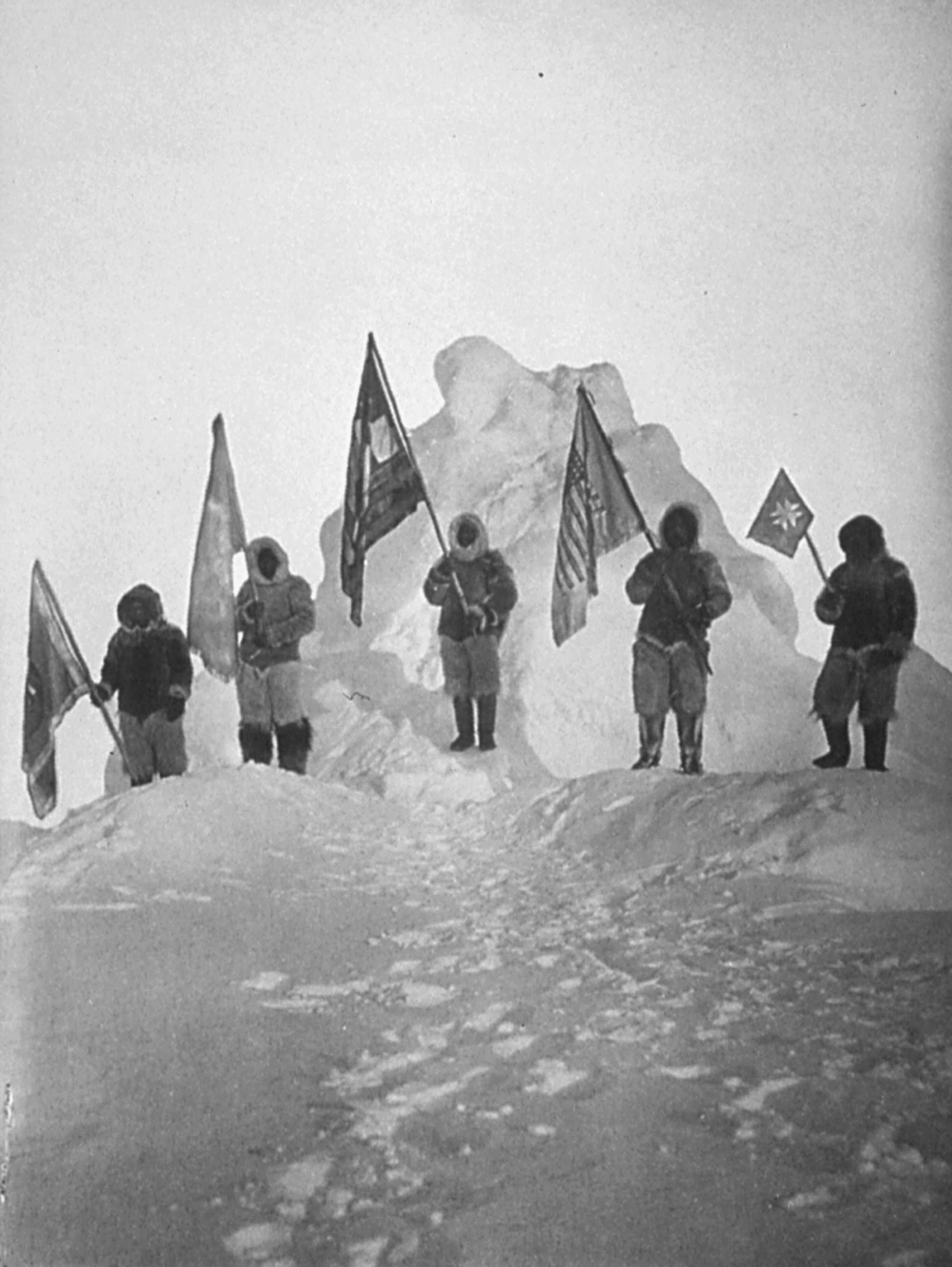
Đội xe trượt của Peary "tại Bắc Cực," 1909. Từ trái: Ooqueah, Ootah, Henson, Egingwah, Seeglo.

Việc chinh phục Bắc Cực trong nhiều năm được gán cho kỹ sư hàng hải Mỹ Robert Peary, người tuyên bố đã tới Bắc Cực ngày 6 tháng 4 năm 1909, cùng với Matthew Henson người Mỹ và bốn người đàn ông Inuit tên là Ootah, Seeglo, Egingwah, và Ooqueah. Tuy nhiên, tuyên bố của Peary vẫn còn gây tranh cãi. Đội cùng đi với Peary ở chặng cuối cùng của cuộc hành trình không có ai được huấn luyện về hoa tiêu và có thể xác nhận một cách độc lập công việc hoa tiêu của mình, mà một số người cho là rất tuỳ tiện khi ông tới Cực.
Các khoảng cách và tốc độ mà Peary tuyên bố đã vượt qua khi đội hỗ trợ cuối cùng quay trở về dường như không thể tin được với một số người, dù ông đã ba lần hoàn thành tới điểm đó. Lời kể của Peary về chuyến hành trình tới Bắc Cực và quay trở lại tuy đi theo một đường thẳng – các duy nhất phù hợp với sự thúc ép của thời gian mà ông phải đối mặt – trái ngược với lời kể của Henson về những đường đi ngoằn ngoèo để tránh các chỏm áp lực và những máng nước mở.
Nhà thám hiểm người Anh Wally Herbert, ban đầu là một người ủng hộ Peary, đã nghiên cứu những ghi chép của Peary năm 1989 và kết luận rằng chúng đã bị giả mạo và rằng Peary chưa tới Cực. Tuy nhiên, sự ủng hộ cho Peary lại tới năm 2005, khi nhà thám hiểm người Anh Tom Avery và bốn đồng đội thử lại chuyến đi của Peary với các xe trượt gỗ tái tạo và các đội Chó Eskimo Canada, đã tới Bắc Cực trong 36 ngày, 22 giờ – nhanh hơn gần 5 giờ so với Peary. Avery viết trên website của mình rằng "Sự ngưỡng mộ và tôn trọng mà tôi có với Robert Peary, Matthew Henson và bốn người Inuit đã tới Bắc Cực năm 1909, đã tăng lên rất nhiều từ khi chúng tôi ra đi từ Mũi Columbia. Chúng tôi đã thấy bằng mắt mình cách ông làm thế nào để vượt qua các khối băng, tôi càng tin tưởng hơn lúc nào hết rằng Peary quả thực đã khám phá ra Bắc Cực."
Tuyên bố về chuyến bay đầu tiên qua Bắc Cực được thực hiện ngày 9 tháng 5 năm 1926 bởi sĩ quan hải quân Hoa Kỳ Richard E. Byrd và phi công Floyd Bennett trên chiếc máy bay Fokker ba động cơ. Dù ở thời điểm đó đã được Hải quân và một uỷ ban của National Geographic Society xác nhận, tuyên bố này từ đó đã bị tranh cãi.
Lần quan sát Bắc Cực đầu tiên không gây tranh cãi diễn ra ngày 12 tháng 5 năm 1926 bởi nhà thám hiểm Na Uy Roald Amundsen và nhà tài trợ người Mỹ Lincoln Ellsworth từ khí cẩu Norge. Norge, dù thuộc sở hữu của Na Uy, được thiết kế và điều khiển bởi Umberto Nobile người Ý. Chuyến bay bắt đầu từ Svalbard và vượt qua các núi băng tới Alaska. Nobile, cùng với nhiều nhà khoa học khác và phi đoàn chiếc Norge, đã bay qua Cực một lần nữa ngày 24 tháng 5 năm 1928 trên chiếc khí cầu Italia. Khí cầu Italia đâm xuống đất khi quay trở về, giết chết một nửa phi đoàn.

### 1940 - 2000
Tháng 5 năm 1945 một chiếc Lancaster của Không quân Hoàng gia thuộc đoàn thám hiểm Aries trở thành chiếc máy bay đầu tiên của Khối thịnh vượng chung bay qua Bắc Cực Từ và Bắc Cực Địa lý. Chiếc máy bay do phi công David Cecil McKinley thuộc Không quân Hoàng gia điều khiển. Nó mang theo phi đoàn 11 người, với Kenneth C. Maclure thuộc Không quân Hoàng gia Canada chịu trách nhiệm về toàn bộ quan sát khoa học. Năm 2006, Maclure được vinh danh với một vị trí trên Canadian Aviation Hall Of Fame.
Không tính tuyên bố gây tranh cãi của Peary, những người đầu tiên đặt chân tới Bắc Cực, theo một số nguồn tin, là một đội của Liên xô. Có rất nhiều miêu tả về số người trong đoàn gồm cả Pavel Gordiyenko (hay Geordiyenko) và ba hay năm người khác, hay Aleksandr Kuznetsov và 23 người khác, họ đã hạ cánh một chiếc máy bay (hay nhiều chiếc máy bay) xuống đó ngày 23 tháng 4 năm 1948. Theo Antarctica.org, ba chiếc Li-2 đã hạ cánh, mang theo tổng cộng 7 người.
Ngày 3 tháng 5 năm 1952, Trung tá Không quân Hoa Kỳ Joseph O. Fletcher và trung uý William P. Benedict, cùng với nhà khoa học Albert P. Crary, đã hạ cánh trên một chiếc C-47 Skytrain đã được chuyển đổi xuống Bắc Cực. Một số nguồn coi đây là lần đầu tiên (ngoài phi vụ của Liên xô) một chiếc máy bay hạ cánh xuống Bắc Cực.

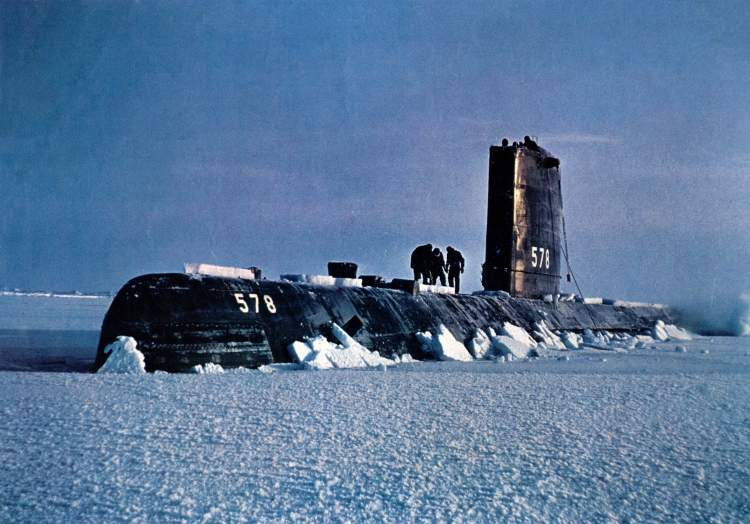
USS Skate tại Bắc Cực, 1959

Tàu ngầm của Hải quân Mỹ USS Nautilus (SSN-571) đã đi qua Bắc Cực ngày 3 tháng 8 năm 1958, và vào ngày 17 tháng 3 năm 1959, chiếc USS Skate (SSN-578) đã nổi lên ở Cực, trở thành chiếc tàu đầu tiên làm như vậy.
Ngoài tuyên bố của Peary, cuộc chinh phục Bắc Cực đầu tiên bằng đường bộ là chuyến đi của Ralph Plaisted, Walt Pederson, Gerry Pitzl và Jean Luc Bombardier, họ đã đi trên băng bằng môtô trượt tuyết và tới nơi ngày 19 tháng 4 năm 1968. Không quân Hoa Kỳ độc lập xác nhận vị trí của họ.
Ngày 6 tháng 4 năm 1969, Wally Herbert và các đồng đội Allan Gill, Roy Koerner và Kenneth Hedges thuộc Đoàn thám hiểm Xuyên Bắc Cực Anh trở thành những người đầu tiên tới Bắc Cực bằng cách đi bộ (dù với sự trợ giúp của các đội chó kéo và tiếp tế từ trên không). Họ tiếp tục hoàn thành chuyến đi đầu tiên vượt qua bề mặt Bắc Băng Dương – và theo trục dài nhất của nó, Barrow, Alaska tới Svalbard – một điều kỳ công chưa từng được lặp lại. Vì những đề nghị của Plaisted về việc sử dụng vận tải đường không, một số nguồn coi chuyến thám hiểm của Herbert là lần tới Bắc Cực được xác nhận đầu tiên trên mặt băng bằng bất kỳ phương tiện nào.

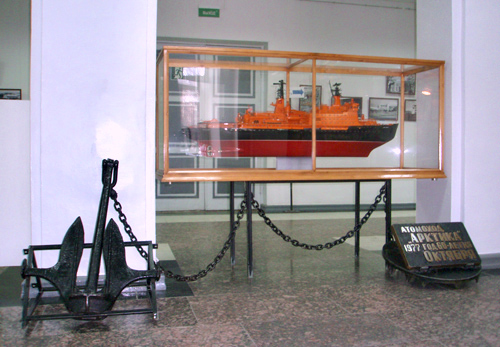
Kỷ niệm vinh danh chiếc tàu phá băng Arktika chinh phục Bắc Cực năm 1977 trong toà nhà bảo tàng địa phương vùng Murmansk

Ngày 17 tháng 8 năm 1977, tàu phá băng nguyên tử Liên Xô Arktika đã hoàn thành chuyến đi trên mặt biển đầu tiên tới Bắc Cực.
Năm 1982 Ngài Ranulph Fiennes và Charles Burton trở thành người đầu tiên vượt Bắc Băng Dương trong chỉ một mùa. Họ xuất phát từ Mũi Crozier, Đảo Ellesmere, này 17 tháng 2 năm 1982 và tới Cực Bắc Địa lý ngày 10 tháng 4 năm 1982. Họ đi bộ và dùng ván trượt. Từ Cực, họ đi về phía nam tới Svalbard, nhưng vì băng không ổn định, chuyến đi của họ đã kết thúc sau khi họ bị trôi dạt về phía nam trên một tảng băng trong 99 ngày. Cuối cùng họ họ có thể đi bộ tới chiếc tàu thám hiểm "MV Benjamin Bowring" của mình và lên boong ngày 4 tháng 8 năm 1982 ở 80:31Bắc 00:59Tây. Như một kết quả của chuyến đi này, là một phần của Cuộc thám hiểm Transglobe dài ba năm 1979–1982, Fiennes và Burton trở thành người đầu tiên hoàn thành một chuyến đi vòng quanh Trái Đất qua cả Bắc và Nam Cực, chỉ bằng di chuyển trên bề mặt. Kỳ công này vẫn chưa từng được lặp lại cho đến ngày nay.

### Thế kỷ XXI

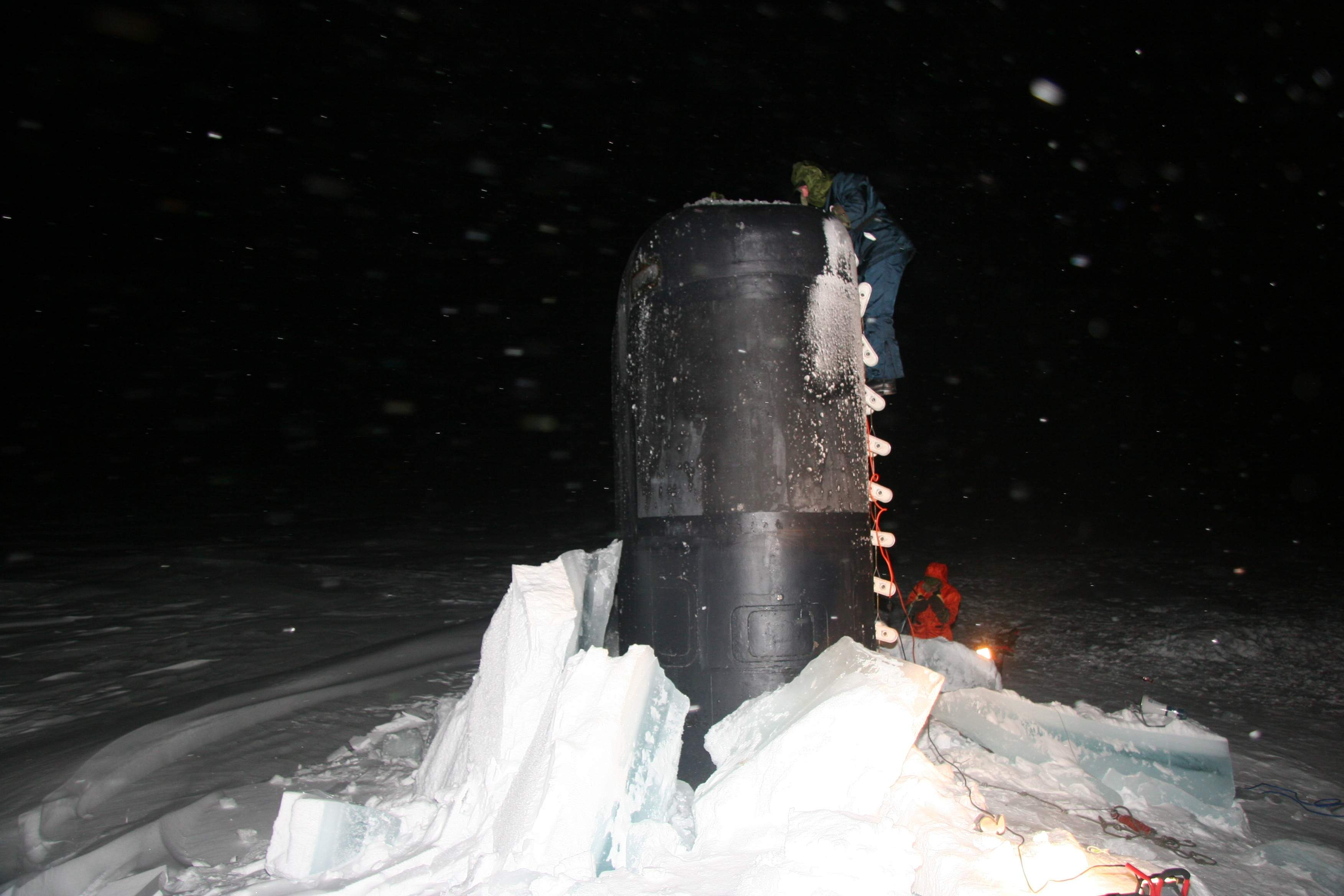
USS Charlotte tại Bắc Cực năm 2005

Những năm gần đây, các chuyến đi tới Bắc Cực bằng máy bay (hạ cánh bằng trực thăng hay trên một đường băng trên băng) hay bằng tàu phá băng đã trở nên thường xuyên, và thậm chí có thể với cả những nhóm khách du lịch nhỏ thông qua các công ty du lịch.
Năm 2005, chiếc tàu ngầm của Hải quân Mỹ USS Charlotte (SSN-766) đã nổi lên qua lớp băng dày 155 cm (61 inches) ở Bắc Cực và ở đó trong 18 giờ.
Ngày 23 tháng 4 năm 2007, y tá chuyên nghiệp đã nghỉ hưu Barbara Hillary đã hoàn thành một chuyến đi bằng xe chó kéo tới Bắc Cực. Bà là người phụ nữ Phi-Mỹ đầu tiên thực hiện điều này.
Tháng 4 năm 2007, nghệ sĩ sắp đặt người Hà Lan Guido van der Werve đã thực hiện một tác phẩm tại Bắc Cực. Bằng các đứng đúng trên Cực trong 24 giờ và quay chậm theo chiều kim đồng hồ (Trái Đất quay ngược chiều kim đồng hồ), bằng cách theo bóng của chính ông, Van der Werve đã không quay cùng thế giới trong một ngày. Cuộc trình diễn này được gọi là: 'nummer negen [tiếng Hà Lan có nghĩa Số 9], ngày tôi không quay cùng thế giới'. Van der Werve đã rút gọn thời gian 24 giờ còn 9 phút.
Tháng 7 năm 2007, vận động viên bơi đường dài người Anh Lewis Gordon Pugh đã hoàn thành một cuộc bơi 1 km tại Bắc Cực. Kỳ công của ông, được thực hiện để nhấn mạnh những hiệu ứng của sự thay đổi khí hậu, diễn ra trong vùng nước mở giữa các phiến băng. Sau này ông đã thử dùng một chiếc kayak tới Bắc Cực vào cuối năm 2008, sau dự đoán sai lần về rằng có vùng nước quang tới tận Cực, và đã phải dừng chuyến thám hiểm chỉ sau ba ngày khi bị kẹt trong băng. Chuyến thám hiểm này sau đó đã bị huỷ bỏ.
Một phần năm 2007 của chương trình ô tô của BBC Top Gear, trong đó những người dẫn chương trình được miêu tả như đang đi tới "Bắc Cực," trên thực tế là một chuyến thám hiểm năm 1996 tới Cực Từ Bắc.

#### Vụ lặn xuống đáy biển Bắc Cực năm 2007
Ngày 2 tháng 8 năm 2007, một chiếc VASU của Nga đã thực hiện chuyến lặn có điều khiển đầu tiên xuống đáy Bắc Cực, tới độ sâu 4.3 km, như một phần của một chương trình nghiên cứu hỗ trợ cho tuyên bố lãnh thổ của Nga năm 2001 xuống một thềm lớn của Bắc Băng Dương. Việc này diễn ra trong lần lặn của tàu ngầm MIR và được lãnh đạo bởi nhà thám hiểm cực Liên Xô và Nga Arthur Chilingarov. Trong một hành động mang tính biểu tượng, cờ Nga đã được đặt trên đáy biển ở đúng vị trí Cực.
Cuộc thám hiểm này là mới nhất trong một loạt những động thái kéo dài nhiều thập kỷ của Nga nhằm thể hiện rằng họ là quốc gia có ảnh hưởng vượt trội ở Bắc Cực. Sự ấm lên của khí hậu Bắc Cực và sự tan băng vào mùa hè ở đây đã bất ngờ lôi cuốn sự chú ý của các quốc gia từ Trung Quốc tới Hoa Kỳ, nơi có những nguồn tài nguyên và những tuyến đường thủy có thể nhanh chóng được khai thác.

## Ngày và đêm
Xem thêm Mặt trời lúc nửa đêm và Đêm cực
Ở Bắc Cực, Mặt Trời luôn ở trên chân trời trong các tháng mùa hè và luôn ở dưới chân trời vào mùa đông. Mặt trời mọc chỉ diễn ra trước xuân phân (khoảng 19 tháng 3); sau đó mặt trời mất ba tháng để lên tới cực điểm khoảng 23½° vào điểm chí mùa hè (khoảng 21 tháng 6), sau thời gian đó nó bắt đầu hạ thấp xuống, đạt tới mặt trời lặn ngay sau thu phân (khoảng 24 tháng 9). Khi mặt trời có thể được quan sát trên bầu trời cực, nó có vẻ chuyển động theo một hình tròn theo chiều kim đồng hồ trên chân trời. Vòng tròn này dần nâng lên từ gần chân trời ngay sau xuân phân tới cực điểm (theo độ) bên trên chân trời vào điểm chí mùa hè và sau đó lặn xuống dưới chân trời vào thu phân.
Một giai đoạn civil-twilight khoảng hai tuần diễn ra trước khi mặt trời mọc và sau khi mặt trời lặn, một giai đoạn nautical twilight khoảng năm tuần diễn ra trước khi mặt trời mọc và sau khi mặt trời lặn và một giai đoạn astronomical twilight khoảng bảy tuần diễn ra trước khi mặt trời mọc và sau khi mặt trời lặn.
Những hiệu ứng này do sự kết hợp của trục nghiêng của Trái Đất và chuyển động quanh Mặt trời của Trái Đất. Hướng trục nghiêng của Trái Đất, cũng như góc của nó so với mặt phẳng quỹ đạo của Trái Đất quanh Mặt trời, hầu như giữ nguyên trong cả năm (chúng đều thay đổi rất chậm và trong giai đoạn rất dài). Ở giữa mùa hè Bắc Cực đối diện với Mặt trời ở mức lớn nhất. Khi năm trôi qua và Trái Đất di chuyển quanh Mặt trời, Bắc Cực dần quay ngược hướng với Mặt trời cho tới giữa mùa đông là thời điểm lớn nhất. Một hậu quả tương tự cũng được quan sát thấy ở Nam Cực, với sự khác biệt sáu tháng.

## Thời gian
Ở hầu hết mọi nơi trên Trái Đất, giờ địa phương hầu như đồng bộ với vị trí của mặt trời trên bầu trời. Vì thế, lúc giữa trưa mặt trời gần như ở vị trí cao nhất. Điều này không đúng ở Bắc Cực nơi mặt trời luôn ở trên bầu trời trong sáu tháng. Không có sự hiện diện thường xuyên của con người tại Bắc Cực, và không có múi giờ riêng biệt cho nó. Các đoàn thám hiểm Cực có thể sử dụng bất kỳ múi giờ nào thuận tiện, như GMT, hay múi giờ của quốc gia nơi họ xuất phát.

## Khí hậu

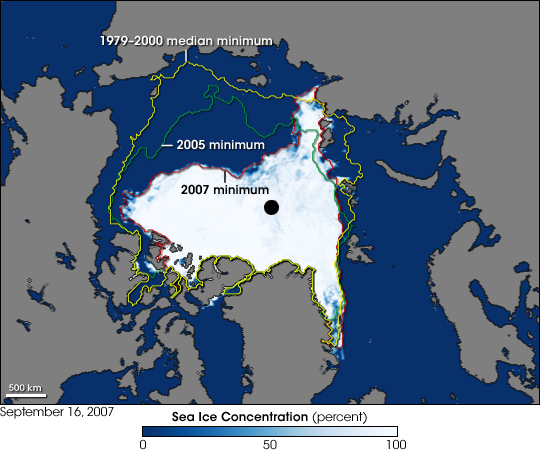
Sự co lại của Bắc Cực năm 2007 so với năm 2005 và mức trung bình giai đoạn 1979-2000.

Bắc Cực ấm hơn khá nhiều so với Nam Cực vì nó nằm ở mức nước biển ở giữa một đại dương (có vai trò như một bộ máy giữ nhiệt), chứ không phải ở một độ cao trên một lục địa.
Nhiệt độ vào mùa đông (tháng 1) ở Bắc Cực có thể thay đổi trong khoảng từ −43 °C (−45 °F) tới −26 °C (−15 °F), có lẽ mức trung bình khoảng −34 °C (−30 °F). Nhiệt độ mùa hè (tháng 6, tháng 7 và 8) trung bình khoảng quanh mức đóng băng (0 °C, 32 °F).
Băng biển tại Bắc Cực nói chung dày khoảng 2 đến 3 mét, dù có sự khác biệt rất lớn và sự di chuyển thỉnh thoảng của những khối băng khiến nước biển lộ ra. Những cuộc nghiên cứu cho thấy độ dày trung bình của băng đã giảm trong những năm gần đây. Nhiều người cho nó có lý do từ sự ấm lên toàn cầu, dù kết luận này vẫn bị một số người tranh cãi. Các báo cáo cũng đã dự đoán rằng trong vài thập kỷ Bắc Băng Dương sẽ hoàn toàn hết băng vào các tháng mùa hè. Điều này có thể mang lại sự thay đổi quan trọng trong vận tải thương mại; xem "Tuyên bố lãnh thổ," ở dưới.

## Động thực vật
Gấu bắc cực được cho là hiếm khi đi quá 82° Bắc vì sự khan hiếm thức ăn, dù những dấu vết đã được thấy ở vùng lân cận Bắc Cực, và một chuyến thám hiểm năm 2006 thông báo quan sát thấy một chú gấu cực chỉ cách Bắc Cực 1 dặm (1.6 km). Hải cẩu vòng cũng đã được quan sát thấy ở Cực, và những chú cáo Bắc Băng Dương cũng đã được quan sát thấy cách chưa tới 60 km từ 89°40′ Bắc.
Những con chim đã được thấy ở hay ở rất gần Cực gồm Chim sẻ đất tuyết, Hải âu Fulmar Bắc và Mòng biển xira chân đen, dù một số lần quan sát có thể là không chính xác bởi những chú chim thường có xu hướng bay theo tàu và các đoàn thám hiểm.
Cá đã được quan sát thấy trong những vùng nước Bắc Cực, nhưng chúng có thể rất hiếm. Một thành viên của một đội khảo sát Nga xuống đáy biển Bắc Cực tháng 8 năm 2007 thông báo không thấy một sinh vật biển nào sống ở đó. Tuy nhiên, sau này có thông báo rằng một con cò chân ngỗng biển đã được đội Nga moi lên từ lớp bùn đáy biển và rằng đoạn video từ chuyến lặn cho thấy có những con tôm và giáp xác chân hai loại chưa được xác định.

## Các tuyên bố lãnh thổ với các vùng Bắc Cực
Theo luật quốc tế, không nước nào hiện sở hữu Bắc Cực hay vùng Bắc Băng Dương bao quanh nó. Năm nước quanh Bắc Cực, Nga, Canada, Na Uy, 
Đan Mạch (qua Greenland), và Hoa Kỳ (qua Alaska), bị hạn chế bởi một Vùng đặc quyền kinh tế 200 hải lý từ bờ biển nước mình, và vùng bên ngoài giới hạn này thuộc quyền quản lý hành chính của Cơ quan Quản lý Đáy biển Thế giới.
Từ khi phê chuẩn Thoả ước Liên hiệp quốc về Luật Biển, một quốc gia có thời hạn mười năm để ra tuyên bố chủ quyền với vùng 200 hải lý. Na Uy (phê chuẩn thoả ước năm 1996), Nga (phê chuẩn năm 1997), Canada (phê chuẩn năm 2003) và Đan Mạch (phê chuẩn năm 2004) đều đã đưa ra các dự án dựa trên các tuyên bố của họ rằng một số khu vực của Bắc Cực phải thuộc lãnh thổ của họ.

## Những sự liên tưởng văn hoá
Trong một số nền văn hoá phương Tây, Bắc Cực Địa lý là nơi sinh sống của Santa Claus. Bưu điện Canada đã quy định mã H0H 0H0 cho Bắc Cực (theo thán từ truyền thống của Santa "Ho-ho-ho!").
Điều dường như siêu thực này thực tế phản ánh một truyền thuyết bí truyền từ hàng thế kỷ về người Hyperborea từng sống ở Bắc Cực, trục thế giới của thế giới bên kia, như sự siêu thực của Chúa và những siêu nhân (xem Joscelyn Godwin, Arktos: The Polar Myth). Nhân vật theo truyền thuyết thường sống ở cực, Santa Claus, vì thế như một hình mẫu của sự tinh khiết đạo đức và siêu việt (). Như Henry Corbin đã chứng minh, Bắc Cực đóng một vai trò quan trọng trong văn hoá thế giới về đạo Sufi siêu thực và đạo thần bí Iran, trans. N. Pearson, 1978</ref> Cực cũng được gắn liền với một ngọn núi bí ẩn ở Bắc Băng Dương, được gọi là Núi Qaf (cf. Rupes Nigra), việc trèo lên nó, giống như Dante trèo lên Núi Purgatory, thể hiện quá trình hành hương qua các trạng thái tinh thần. Trong thuyết thần trí Iran, Cực thiên đàng, điểm trung tâm của sự lên tới đỉnh tinh thần, như một nam châm hút mọi người về "các cung điện sáng chói với chất phi vật chất" của nó.
Những chuyến bay tưởng tượng thường đề cập tới một chuyến bay tới Bắc Cực vì cùng những lý do đó.